# Lưu Vũ (Thành Dương vương)
Lưu Vũ (chữ Hán: 刘武, ? - 98 TCN), tức Thành Dương Huệ vương (城陽惠王), là vương chư hầu thứ năm của nước Thành Dương thời nhà Hán trong lịch sử Trung Quốc.
Lưu Vũ là con trai của Thành Dương vương Lưu Nghĩa. Năm 109 TCN, Lưu Nghĩa qua đời, thụy là Kính vương. Lưu Vũ lên nối tước vương ở Thành Dương.
Hán thư không cho biết những việc làm của Lưu Vũ lúc sinh thời cũng như lúc làm Thành Dương vương.
Năm 98 TCN, Thành Dương vương Lưu Vũ qua đời. Ông làm Thành Dương vương tổng cộng 10 năm, không rõ bao nhiêu tuổi, được ban thụy là Huệ vương. Con ông là Lưu Thuận nối tước, tức Thành Dương Hoang vương.